# Полиморфизъм (информатика)
Полиморфизмът в обектно ориентираното програмиране представлява свойството на обектите от един и същи тип да имат един и същи интерфейс, но с различна реализация на този интерфейс.
Различни неща или обекти могат да имат еднакъв интерфейс или да отговарят на едно и също (по наименование) съобщение и да реагират подходящо, в зависимост от природата или типа на обекта. Това позволява много различни неща да бъдат взаимозаменими. Например, ако една птица получи съобщение „движи се бързо“, тя ще маха с крила и ще лети. Ако един лъв получи същото съобщение, той ще тича, използвайки краката си. И двете животни отговарят на една и съща молба по начини, които са подходящи за всяко от тях.
Смисълът на полиморфизма може да бъде накратко изразен със следната фраза – „Един интерфейс, множество от различни реализации“. Чрез полиморфизма се постига по-голяма абстракция и по-лесно повторно използване на кода.

## Пример
Този пример показва как полиморфизмът работи. В резултат на полиморфизма обектите могат да изберат типа на изпълнение на метода по време на изпълнението на програмата.
```
class
 
Zoo
 
{

    
// клас Животно

    
class
 
Animal
 
{

        
// Вдигай шум

        
abstract
 
string
 
MakeNoise
();

    
}

    
// класът Котка наследява класа Животно

    
class
 
Cat
:
 
Animal
 
{

        
// Котката вдига шум мяукайки

        
string
 
MakeNoise
()
 
{

            
return
 
"Meow"
;

        
}

    
}

    
// класът Куче наследява класа Животно

    
class
 
Dog
:
 
Animal
 
{

        
// Кучето вдига шум като лае

        
string
 
MakeNoise
()
 
{

            
return
 
"Bark"
;

        
}

    
}

    
public
 
static
 
void
 
Main
()
 
{

        
// този метод не знае какъв конкретен тип животно е "animal"

        
// и какъв ще е звукът, което животното ще произведе

        
Animal
 
animal
 
=
 
Zoo
.
GetAnimal
();

        
Console
.
WriteLine
(
animal
.
MakeNoise
());

    
}

}

```